# Sathropterus pumilus
Sathropterus pumilus là một loài tò vò trong họ Ichneumonidae.